# Primo (wrestler)
Edwin Carlos Colón (San Juan, 21 dicembre 1982) è un wrestler portoricano sotto contratto con la Total Nonstop Action Wrestling.
È figlio del WWE Hall of Famer Carlos Colón Sr., fratello di Carlito e cugino di Epico Colón. Primo è un tre volte campione di coppia in WWE: ha infatti vinto due volte il WWE Tag Team Championship (con Carlito ed Epico) e una volta il World Tag Team Championship (con Carlito).

## Carriera

### World Wrestling Council (1999–2008)
Colón debutta nel 1999 in WWC nella categoria dei pesi leggeri. Vince il suo primo titolo il 10 febbraio 2001 sconfiggendo Damian Steele e vincendo il WWC Junior Heavyweight Championship. Continua il feud con Steele per mesi. Perse il titolo contro Rey Mysterio il 6 gennaio 2002. Tuttavia lo riconquistò il 6 aprile. Poco dopo, il WWC Puerto Rico Heavyweight Champion Carlito (nonché suo fratello) firma un contratto con la WWE e il titolo vacante viene messo in palio in un torneo. Primo, indicato come il favorito, esce invece sconfitto in finale. Il 30 settembre 2004, Primo vince una battle royal per decretare il primo sfidante al WWC Universal Heavyweight Championship che riesce a vincere per la prima volta una settimana dopo contro Ramòn Alvares. Nel 2006, Colon firma con la WWE ma raggiungerà la WWE solo due anni dopo.

### WWE (2008–2020)

#### Florida Championship Wrestling (2008)
Il 26 gennaio 2008, Primo fa il suo debutto in Florida Championship Wrestling, sconfiggendo Shawn Osbourne. Forma subito un tag team con Eric Perez e i due battono Johnny Curtis e Alex Riley nel loro primo match insieme. Poi subiscono una sconfitta per mano di Heath Slater e Steve Lewington. Il 15 febbraio iniziano una Winning Streak in un torneo che li porterà a vincere gli FCW Florida Tag Team Championship. Prima battono Tyler Reks e Ezekiel Jackson, poi Byron Saxton e Johnny Curtis, in semifinale Brad Allen e Dolph Ziggler e, in finale, Slater e Lewington diventando i primi detentori delle cinture. L'11 marzo, vengono battuti in un 6-person tag team match da Allen, Ziggler e Tiffany mentre in coppia con loro c'era Miss Angela. Il 22 marzo, perdono le corone contro Allen e Ziggler. Battendo Drew McIntyre e Wade Barrett diventano di nuovo primi sfidanti alle cinture e le riconquistano il 15 aprile per squalifica, in un match che prevedeva il passaggio degli allori anche per squalifica. Il 6 maggio, dopo meno di un mese, perdono di nuovo le cinture contro McIntyre e Barrett. Nonostante questo, Colon e Perez continuano a fare squadra battendo Afa Jr. e Michael Tarver, Jay Bradley e Mondo, Jack Gabriel e Sheamus, Charles Evans e Vic Adams finché, il 17 luglio, vincono le cinture per la terza volta battendo Barrett e McIntyre. Riescono a difendere i titoli in diverse occasioni ma il 17 agosto non riescono a battere Dolph Ziggler e Shawn Spears che gli sottraggono le cinture. Dopo ciò, i Puerto Rican Nightmares si sciolgono e Primo viene chiamato nel main roster.

#### The Colóns (2008–2009)

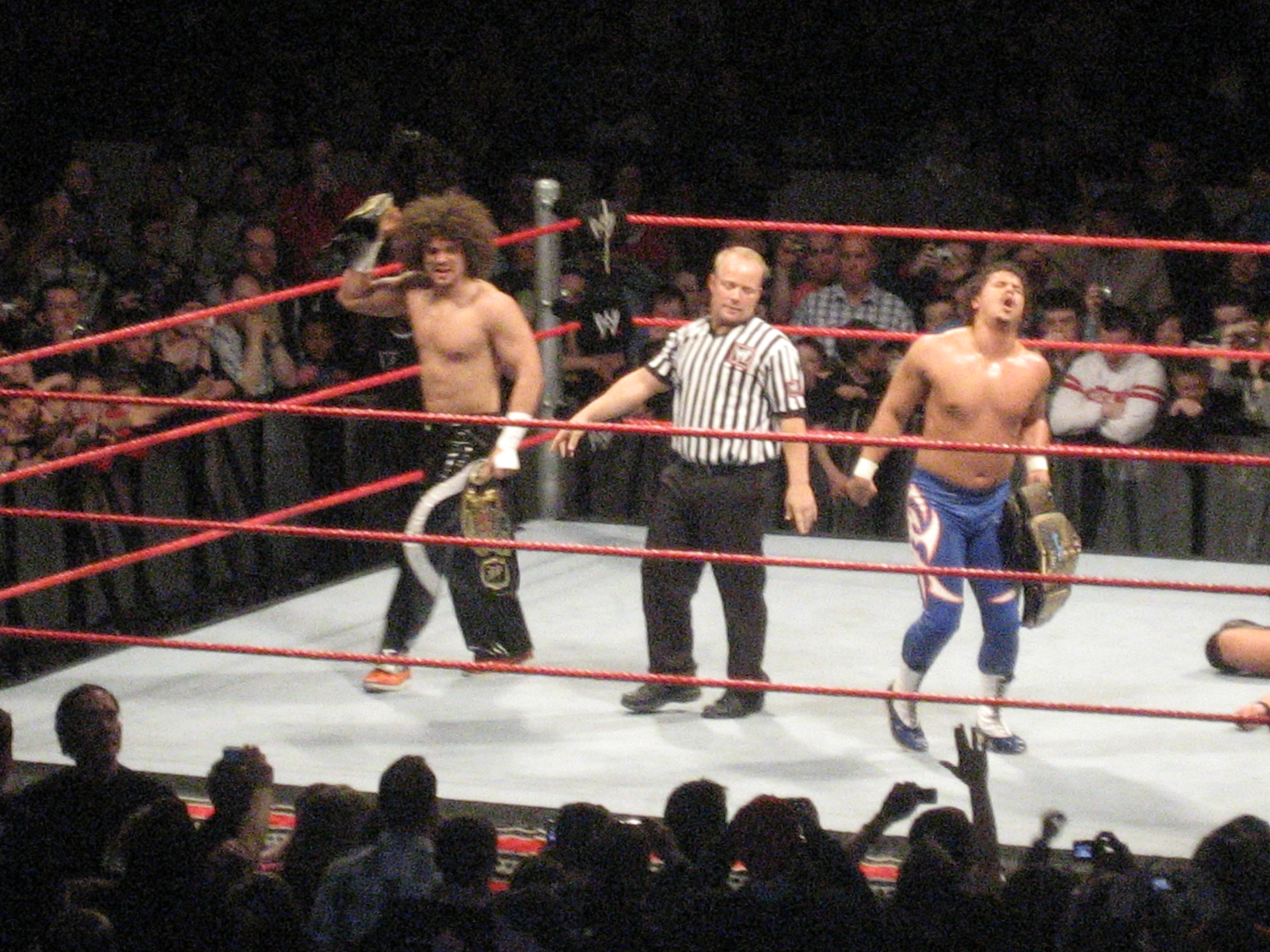
I Colóns come WWE Unified Tag Team Champions

Il 18 agosto 2008, Colón ha compiuto il suo debutto nel roster di Raw con il nome di Primo Colón parlando con l'allora general manager, Mike Adamle. Nella puntata di Raw del 25 agosto, Primo ha fatto il suo debutto nel ring sconfiggendo Charlie Haas, travestito da Carlito.

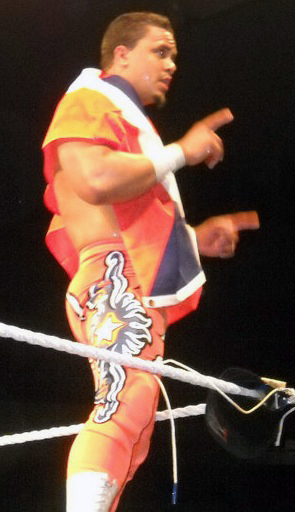
Primo nel 2010.

Dopo aver lottato solo un match a Raw, Colón è stato trasferito a SmackDown insieme a suo fratello Carlito, con il quale forma un tag team. Il 12 settembre, Primo e Carlito hanno sconfitto gli allora WWE Tag Team Champions Curt Hawkins e Zack Ryder in un incontro non titolato. Due settimane più tardi, Primo e Carlito hanno sconfitto Hawkins e Ryder per vincere il WWE Tag Team Championship. Successivamente, Carlito e Primo hanno iniziato una rivalità con gli allora World Tag Team Champions John Morrison e The Miz. Nel pre-show di WrestleMania XXV, i fratelli Colón hanno sconfitto Miz e Morrison in un match valido per l'unificazione dei due titoli di coppia, diventando il primo team a detenere i nuovi "WWE Unified Tag Team Championship". Nella puntata di Raw del 6 aprile, hanno difeso con successo i titoli nella rivincita contro Miz e Morrison.
Il 15 aprile, sia Primo che Carlito sono stati trasferiti al roster di Raw per merito del draft supplementare. A The Bash, Primo e Carlito hanno perso il WWE Unified Tag Team Championship contro Edge e Chris Jericho in un triple ethreat tag team match che ha incluso anche la Legacy (Cody Rhodes e Ted DiBiase).
Provano invano a riconquistare i titoli nelle puntate di Raw successive. Ciò porterà alla separazione i due che si affronteranno anche a battersi a Night of Champions 2009 in un Six Pack Challenge valido per lo United States Championship che vedrà trionfare Kofi Kingston e facendogli mantenere il titolo. Nella puntata di Superstars successiva al PPV, Primo perde nel main event contro Randy Orton. Nella puntata di Raw del 3 agosto, perde contro Carlito. Inizierà poi a far coppia con Kofi Kingston, ma i due perdono contro Jack Swagger e The Miz e la partnership avrà vita breve.

#### Competizione singola (2010–2011)

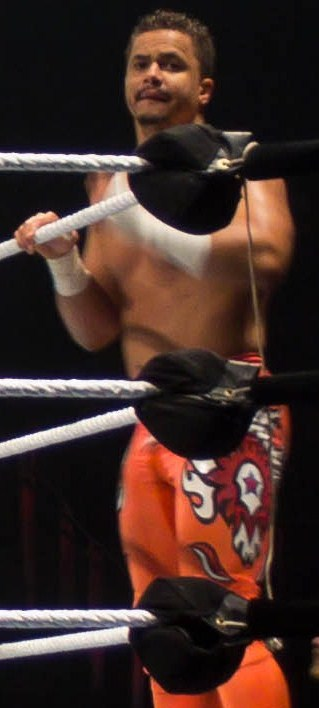
Primo in un match di coppia

Primo e Carlito si riuniscono a Superstars aiutando Ted DiBiase ad attaccare R-Truth effettuando un Turn Heel. Tuttavia la riunione dura poco, in quanto Carlito viene licenziato la settimana successiva. Inizia un feud col giapponese Yoshi Tatsu che riesce a vincere sempre in quel di Superstars. Dal 31 agosto 2010, è il mentore di AJ ad NXT. AJ arriva terza ad NXT e non riesce a strappare un contratto con la federazione e viene rimandata in FCW.
Combatterà sempre a Superstars per tutta l'ultima parte del 2010 e l'inizio del 2011 fino a quando non forma un Team con Zack Ryder, sconfiggendo DH Smith e Yoshi Tatsu in un tag team match. Precedentemente avevano battuto anche la squadra formata da Darren Young e DH Smith. Sfideranno Santino Marella e Vladimir Kozlov senza le cinture in palio, non riuscendo a batterli. Così, si dividono.
A Wrestlemania 27, Primo partecipa alla 22-man battle royal dark match dove però viene eliminato. Nella puntata di Raw dell'11 aprile, Primo viene sconfitto dal debuttante Sin Cara dopo un match molto combattuto. Il 14 ottobre, a SmackDown, partecipa alla Battle Royal promossa da Theodore Long e John Laurinaitis nella quale il vincitore avrebbe potuto sfidare un campione a sua scelta in un match titolato, ma viene eliminato.

#### Team con Epico (2011–2013)

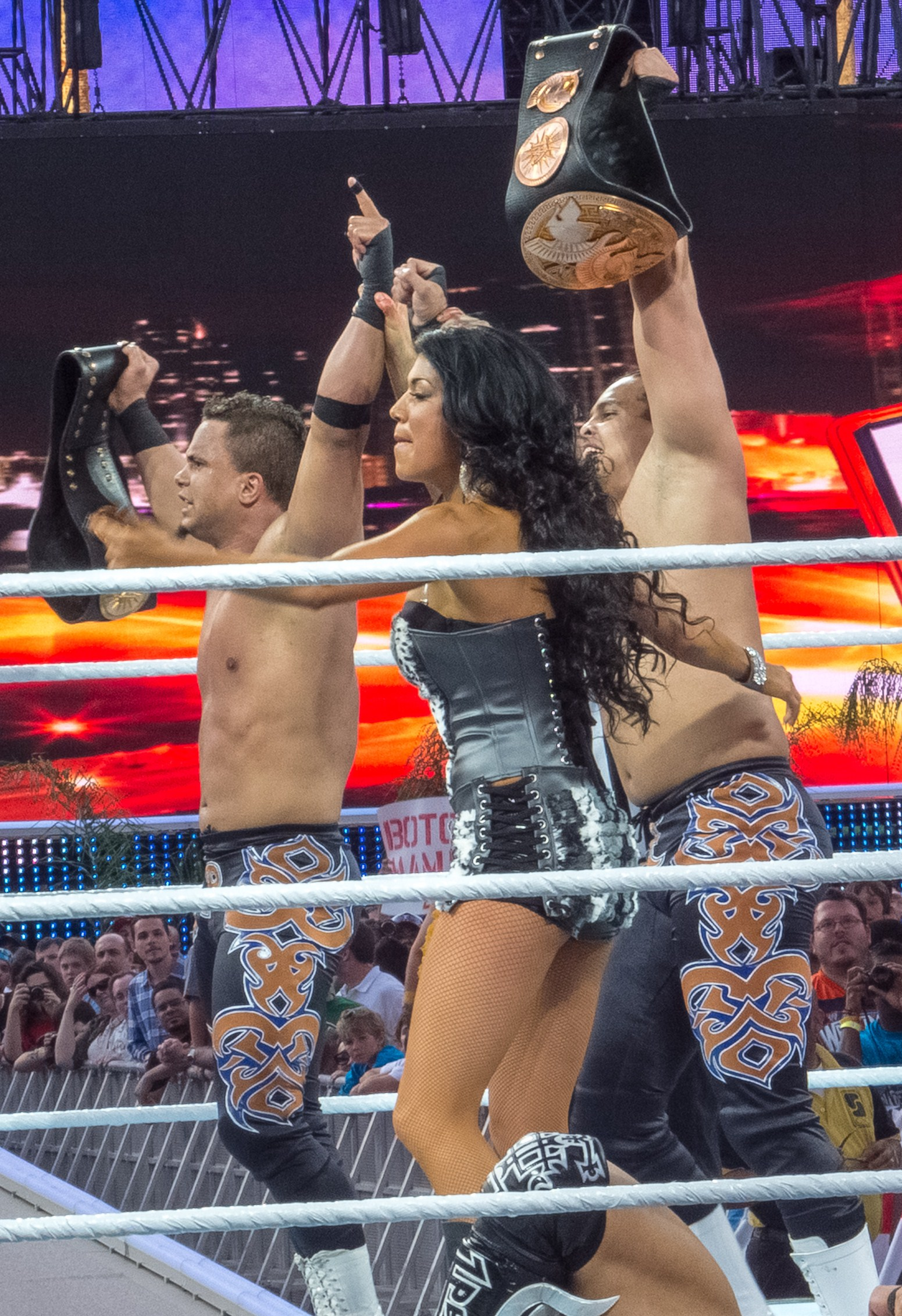
Primo ed Epico, con Rosa Mendes, come WWE Tag Team Champions.

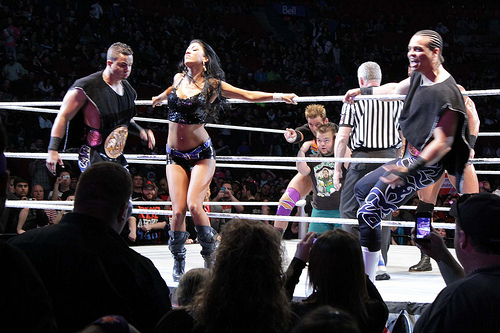
Primo e Epico con Rosa Mendes

Nella puntata dell'11 novembre di SmackDown, Primo si allea con Hunico ed Epico, suo cugino, e li aiuta a vincere contro Jimmy e Jey Uso. A fine match, i tre infieriscono sui samoani. Il 17 novembre a Superstars, Primo in coppia con Epico e accompagnati da Rosa Mendes, affrontano Jimmy e Jey Uso, vincendo il match. Nella puntata di Superstars del 1º dicembre, sconfigge nel main event il Campione di Coppia WWE, Kofi Kingston. Il 15 dicembre sempre a Superstars, battono Kofi Kingston e Evan Bourne in un No-title match, diventando primi sfidanti alle corone.
A TLC vengono sconfitti dagli Air Boom e non riescono a vincere i titoli di coppia. Diventano campioni di coppia il 15 gennaio in un House Show non ripreso dalle telecamere sconfiggendo gli Air Boom e conservano i titoli nel rematch della puntata di Raw del 16 gennaio, sempre contro gli Air Boom. Nella puntata di SmackDown del 20 gennaio Primo in coppia con Epico sconfigge gli Usos in un Tornado Tag Team Match deciso dalla roulette.
Alla Royal Rumble, Primo partecipa alla rissa reale entrando col numero 6 e resistendo 1 minuto e 56 secondi, prima di essere eliminato da Mick Foley. Sconfiggono poi varie coppie a Superstars e Primo va vicino a vincere la Battle Royal per decidere chi sarebbe entrato nell'Elimination Chamber valida per il World Title, ma viene eliminato nelle battute finali da Justin Gabriel.
Il 27 febbraio a Raw vince un triple treath match con Epico contro Dolph Ziggler, Jack Swagger e i Boom Jimmy difendendo le cinture di coppia. A fine match viene attaccato insieme a Ziggler, Epico ed R-Truth da Kane.
A WrestleMania XXVIII, Primo ed Epico difendono le cinture di coppia in un Triple Treath Tag Team Match contro Justin Gabriel & Tyson Kidd e gli Usos anche se perderanno comunque i titoli nella puntata di Raw del 30 aprile, perde insieme ad Epico, i titoli di coppia a favore di R-Truth e Kofi Kingston.
Nella puntata di SmackDown successiva, appare sullo stage insieme ad Epico, Rosa Mendes e A.W., il loro nuovo consulente, durante il match di coppia fra Truth e Kingston e Hunico e Camacho, discutendo probabilmente su quando incassare la loro clausola di rivincita.
A No Way Out, Abraham Washington tradisce il team portoricano schierandosi con Titus O'Neil e Darren Young dove aiuta questi ultimi a vincere un Fatal 4-Way Tag Team Match per decretare i primi sfidanti ai WWE Tag Team Championship.
Nella puntata di Raw successiva a No Way Out, vincono per count-out contro i Prime Time Players (Darren Young e Titus O'Neil), a causa di Washington che suggerisce ai suoi due nuovi assistiti di ritirarsi dalla contesa.
Dopo la vittoria di Primo sia su Young che su O'Neil, a Money in the Bank, Primo ed Epico sconfiggono i Prime Time Players. A SmackDown del 9 agosto, i due portoricani perdono il match indetto dal General Manager Booker T per determinare i primi sfidanti alle corone di coppia proprio contro Young e O'Neil. Il 7 settembre, a SmackDown, hanno un altro match per diventare i primi sfidanti contro gli Usos e i Prime Time Players, che però viene vinto da questi ultimi.
A Night of Champions, Primo prende parte alla Battle Royal del Pre-Show valida per lo status di primo sfidante allo United States Championship, ma viene eliminato da Brodus Clay. Perdono contro Rey Mysterio e Sin Cara il 1º ottobre sempre a Raw, nel primo turno del torneo per decretare i primi sfidanti ai titoli di coppia per Hell in a Cell, detenuti da Kane e Daniel Bryan. Provano poi a sconfiggere Ryback in un Handicap Match ma non ci riescono.
Nella puntata successiva di Raw, Primo fa squadra con Epico e i Prime Time Players, perdendo contro Justin Gabriel, Tyson Kidd, Rey Mysterio e Sin Cara. Alle Survivor Series, Primo perde il Traditional 5 on 5 Elimination Match insieme ad Epico, Titus O'Neil, Darren Young e Tensai contro il Team formato da Brodus Clay, gli International Airstrike, Rey Mysterio e Sin Cara. Prendono poi parte ad un Fatal 4-Way Tag Team Match per decretare gli avversari di Mysterio e Cara a TLC in un match valido per lo status di primi sfidanti alle corone di coppia, ma perdono in favore dei Rhodes Scholars.
Il nuovo anno, vede Primo combattere a SmackDown contro The Miz, dopo che i due avevano avuto una discussione nel backstage. Primo perde il match per sottomissione, cedendo alla Figure four lock di Mizanin. Primo ed Epico, ad NXT, partecipano anche al torneo per decretare i primi NXT Tag Team Champions, ma vengono eliminati al primo turno da Michael McGillicutty e Bo Dallas.
A Main Event, prende parte a una Battle Royal per diventare il primo sfidante di Barrett per l'Intercontinental Championship, ma viene eliminato per ultimo da Justin Gabriel.

#### Los Matadores (2013–2015)
Il 30 settembre, insieme al suo partner Fernando e ad un nuovo personaggio di nome El Torito, debutta a Raw con una nuova gimmick, quella di un matador e col nuovo ring name Diego, e appunto il loro Tag Team i Los Matadores, battendo la 3MB. Nelle puntate successive continuano una winning streak sui 3MB. Nella puntata di SmackDown dell'11 ottobre sconfiggono i Los Locales. Al PPV Hell in a Cell, dopo che il team accompagnato da El Torito ha distratto i Real Americans facendo perdere loro un match contro gli Usos, viene sancito un match tra i fratelli Colòn e i patrioti: il match viene vinto dai primi. Successivamente sconfiggono ancora una volta la 3MB. Nella puntata di Main Event del 30 ottobre sconfiggono i Los Locales. A WrestleMania XXX i Los Matadores vengono eliminati in un fatal four way tag team elimination match non riuscendo a conquistare i titoli di coppia. Nella puntata di SmackDown del 4 luglio viene sconfitto da Bo Dallas.
A SummerSlam del 23 agosto 2015 i Los Matadores tentano di conquistare i WWE Tag Team Championship detenuti dai Prime Time Players (Titus O'Neil e Darren Young) in un Fatal Four-Way Tag Team Match che includeva, oltre ai campioni, anche i Lucha Dragons (Kalisto e Sin Cara) e i New Day (Big E e Kofi Kingston) ma sono proprio questi ultimi a vincere (anche se Big E e Kingston hanno vinto il match, anche Xavier Woods è stato riconosciuto campione con la Freebird Rule). Il 7 settembre a Raw i Los Matadores perdono contro i Dudley Boyz ed effettuano un turn heel quando Diego attacca El Torito. Successivamente vengono visti, senza El Torito, perdere contro i Prime Time Players.

#### The Shining Stars (2016–2017)
Dopo un lungo periodo di pausa durato ben otto mesi, Primo e Epico lanciano un promo nella puntata di Raw del 4 aprile 2016 (e diversi altri nelle successive puntate) dove mostrano le bellezze della loro terra, Porto Rico. Nella puntata di Raw del 16 maggio Primo e Epico fanno il loro ritorno con il nome The Shining Stars  e sconfiggono due jobber locali, Brian Kennedy e Scott Jackson. Per circa due mesi Primo e Epico non combattono in alcun match, apparendo invece in diversi promo.
Con la Draft Lottery avvenuta nella puntata di SmackDown del 19 luglio, i The Shining Stars sono stati trasferiti nel roster di Raw. Nella puntata di Main Event del 22 luglio i Shining Stars, assieme a Sheamus e Alberto Del Rio, trionfano sugli Usos, Titus O'Neil e Dolph Ziggler. Nella puntata di Raw del 25 luglio i The Shining Stars sono stati sconfitti da Enzo Amore e Big Cass a causa dell'interferenza involontaria dei Golden Truth (Goldust e R-Truth). Nella puntata di Raw del 1º agosto gli Shining Stars hanno trionfato sui Golden Truth a causa di una distrazione di R-Truth causata da Pokémon Go. Nella puntata di Raw del 15 agosto gli Shining Stars hanno affrontato Darren Young e Titus O'Neil ma, a causa di Bob Backlund (manager di Young), Titus ha effettuato un turn heel colpendo Young con il Clash of the Titus per poi andarsene, permettendo agli Shining Stars di vincere l'incontro. Nella puntata di Superstars del 2 settembre gli Shining Stars hanno trionfato sui Golden Truth. Il 5 settembre, a Raw, gli Shining Stars hanno sconfitto Enzo Amore e Big Cass. Nella puntata di Raw del 19 settembre gli Shining Stars hanno partecipato ad un 10-Man Tag Team match insieme a Luke Gallows, Karl Anderson e Chris Jericho contro Big E e Kofi Kingston del New Day, Enzo Amore e Big Cass e Sami Zayn venendo sconfitti. Nella puntata di Superstars del 14 ottobre gli Shining Stars hanno sconfitto facilmente Jared Pimm e Josh Andrews, due jobber locali. Nella puntata di Raw del 17 ottobre gli Shining Stars e Titus O'Neil sono stati sconfitti dai Golden Truth e Mark Henry. Nella puntata di Raw del 24 ottobre gli Shining Stars, supportati da Titus O'Neil, sono stati sconfitti dai Golden Truth. Nella puntata di Raw del 31 ottobre gli Shining Stars sono stati sconfitti da Cesaro e Sheamus. Nella puntata di Raw del 7 novembre gli Shining Stars hanno ottenuto un posto nel Team Raw per Survivor Series sconfiggendo i Golden Truth in maniera scorretta. Nella puntata di Raw del 14 novembre gli Shining Stars e i Golden Truth sono stati sconfitti da Enzo Amore, Big Cass, Luke Gallows e Karl Anderson. Il 20 novembre a Survivor Series gli Shining Stars hanno preso parte al 10-on-10 Traditional Survivor Series Tag Team Elimination match come parte del Team Raw contro il Team SmackDown, ma sono stati eliminati dagli American Alpha (Chad Gable e Jason Jordan); nonostante questo, però, il Team Raw ha vinto lo stesso l'incontro. Nella puntata di Main Event del 1º dicembre gli Shining Stars hanno sconfitto Curtis Axel e Darren Young. Il 14 dicembre, a Tribute to the Troops, gli Shining Stars hanno partecipato ad un Fatal 4-Way Tag Team match che includeva anche Luke Gallows e Karl Anderson, i Golden Truth e Cesaro e Sheamus per determinare i contendenti n°1 al WWE Raw Tag Team Championship del New Day (Big E, Kofi Kingston e Xavier Woods) ma il match è stato vinto da Cesaro e Sheamus. Nella puntata di Raw del 19 dicembre gli Shining Stars, Gallows e Anderson sono stati sconfitti da Cesaro, Sheamus, Big E e Kofi Kingston. Nella puntata di Raw del 26 dicembre gli Shining Stars hanno affrontato Bo Dallas e Darren Young ma il match è stato interrotto da Braun Strowman che ha attaccato senza motivo i partecipanti all'incontro. Nella puntata di Main Event del 7 gennaio 2017 il match tra gli Shining Stars contro Bo Dallas e Darren Young è avvenuto con la vittoria dei due Portoricani. Nella puntata di Main Event del 12 gennaio gli Shining Stars hanno sconfitto Darren Young e Sin Cara. Nella puntata di Raw del 6 febbraio gli Shining Stars sono stati sconfitti da Big E e Xavier Woods del New Day. Nella puntata di Main Event del 5 febbraio gli Shining Stars e Titus O'Neil sono stati sconfitti dal New Day. Nella puntata di Raw del 27 febbraio gli Shining Stars sono stati sconfitti da Big Show in un 2-on-1 Handicap match. Nella puntata di Raw del 6 marzo gli Shining Stars sono stati sconfitti da Big E e Kofi Kingston del New Day. Il 2 aprile, nel Kick-off di WrestleMania 33, gli Shining Stars hanno partecipato all'annuale André the Giant Memorial Battle Royal ma sono stati eliminati. Nella puntata di Raw del 10 aprile gli Shining Stars e Luke Gallows e Karl Anderson sono stati sconfitti da Cesaro, Sheamus e i WWE Raw Tag Team Champions, gli Hardy Boyz (Jeff Hardy e Matt Hardy). Con lo Shake-up dell'11 aprile gli Shining Stars sono stati trasferiti nel roster di SmackDown dove hanno attaccato gli American Alpha al termine del match.

#### The Colóns e rilascio (2017–2020)
Con lo Shake-up dell'11 aprile gli Shining Stars sono stati trasferiti nel roster di SmackDown; quella stessa sera Primo e Epico hanno attaccato gli American Alpha (Chad Gable e Jason Jordan) al termine del match di questi perso contro gli SmackDown Tag Team Champions, gli Usos (Jimmy Uso e Jey Uso). Nella puntata di SmackDown del 18 aprile gli Shining Stars hanno cambiato nome diventando i Colóns (con Primo e Epico che hanno di conseguenza aggiunto il cognome "Colón" al loro ringname e il loro nuovo nome non ha nulla a che vedere con i Colóns, il tag team formato dallo stesso Primo Colon con suo cugino Carlito nel 2002) e hanno sconfitto gli American Alpha. Nella puntata di SmackDown del 25 aprile i Colóns sono stati sconfitti dagli American Alpha in un Beat the Clock Challenge match. Nella puntata di SmackDown del 16 maggio i Colóns sono stati sconfitti dai Breezango (Tyler Breeze e Fandango). Nella puntata di SmackDown del 30 maggio i Colóns sono stati sconfitti nuovamente dai Breezango. Nella puntata di SmackDown del 6 giugno i Colóns sono stati sconfitti da Big E e Xavier Woods del New Day. Nella puntata di SmackDown del 13 giugno i Colóns e gli Usos sono stati sconfitti dai Breezango e da Kofi Kingston e Xavier Woods del New Day. Il 18 giugno, nel Kick-off di Money in the Bank, i Colóns sono stati sconfitti dagli Hype Bros (Mojo Rawley e Zack Ryder). Nella puntata di SmackDown del 4 luglio i Colóns hanno partecipato all'Indipendence Day Battle Royal per determinare il contendente n°1 allo United States Championship di Kevin Owens ma sono stati eliminati. Nella puntata di SmackDown del 3 aprile 2018 Primo, Baron Corbin, Dolph Ziggler e Mojo Rawley hanno sconfitto i Breezango, Tye Dillinger e Zack Ryder. L'8 aprile, nel Kick-off di WrestleMania 34, Primo ha partecipato all'annuale André the Giant Memorial Battle Royal ma è stato eliminato da Mike Kanellis. Il 27 aprile, a Greatest Royal Rumble, Primo ha partecipato al Royal Rumble match a 50 uomini entrando col numero 13 ma è stato eliminato da Kurt Angle.
Successivamente, lui e suo fratello sono apparsi raramente in TV o ad eventi live, praticamente scomparendo. Il 10 dicembre, Colón è stato sospeso per 30 giorni, per violazione della politica di benessere della WWE. Primo affermò di non aver fallito il test e di essere sospeso a causa della sua mancanza, poiché era a Puerto Rico all'epoca e dichiarò che aveva intenzione di presentare ricorso contro la decisione. La loro più recente apparizione è stata nel gennaio del 2019 in un dark match.
Il 15 aprile Primo è stato rilasciato ufficialmente dalla WWE, e con lui anche Epico.

### Ritorno in WWC (2019–presente)
Pur rimanendo sotto contratto con la WWE, Primo ed Epico sono tornati in WWC per aiutare il loro padre a rilanciare la federazione. Il 15 aprile 2020 sia Primo che Epico sono stati rilasciati dalla WWE.

## Personaggio

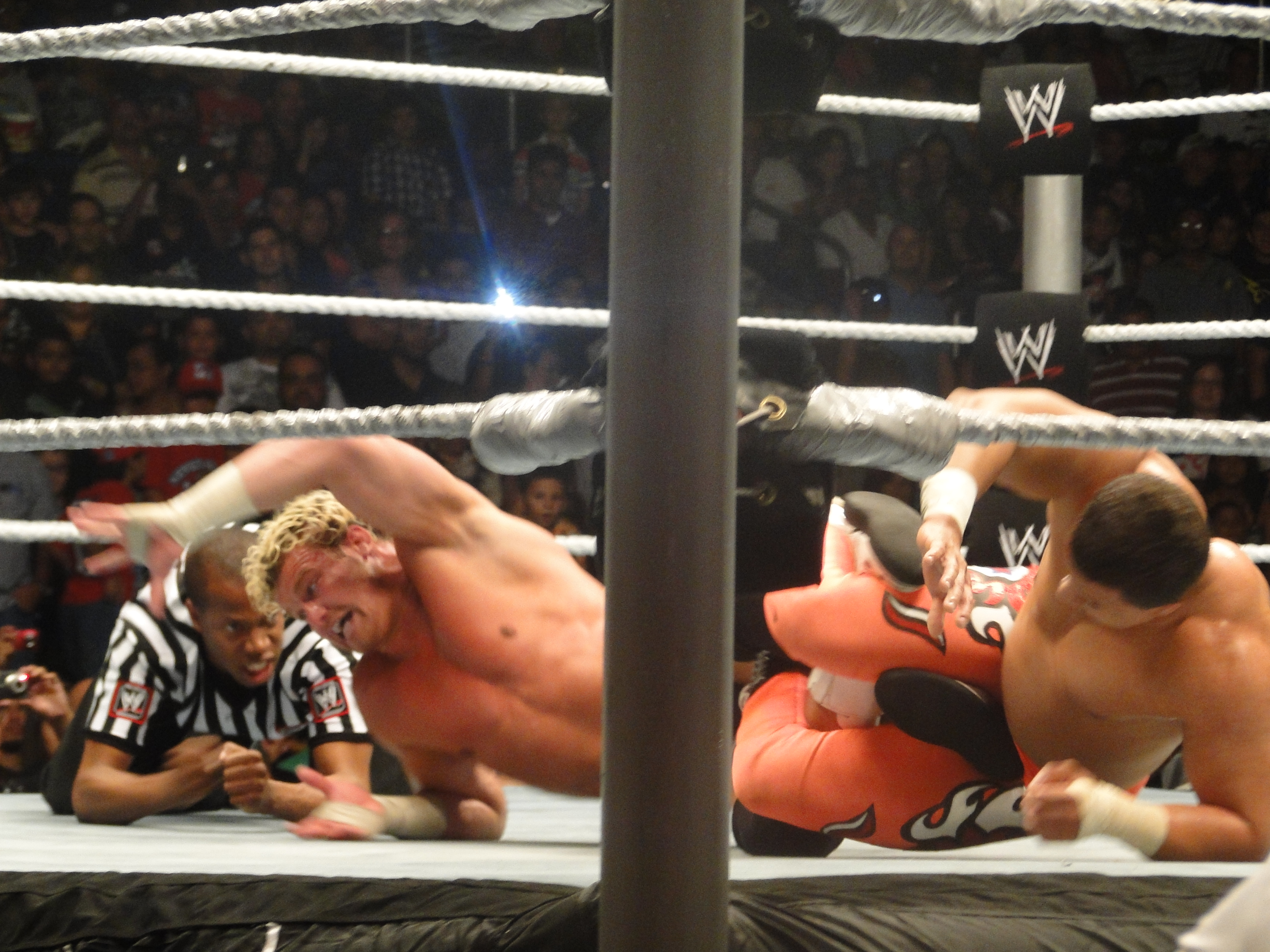
Primo applica la Figure four leglock su Dolph Ziggler

### Mosse finali
- Come Diego
  - Hammerlock legsweep DDT
  - Backstabber (Double knee backbreaker)
- Come Primo
  - Backstabber (Double knee backbreaker)

### Manager
- A.W.
- La Vaquita/La Vaca
- El Torito
- Layla
- Rosa Mendes
- Summer Rae

### Musiche d'ingresso
- Parrandero di Francisco Jimenez Garcia e Mikhail Davies (2008–2010; usata in singolo e in coppia con Carlito)
- Oh, Puerto Rico di Jim Johnston (2010–2011)
- Barcode di Jack Elliot (2011–2013; in tag team con Epico e Rosa Mendez)
- Olé Olé di Jim Johnston (2013–2015; come Los Matadores)
- Shining Star dei CFO$ (2016–2017; come The Shining Stars)
- Primos dei CFO$ (2017–2020)

## Titoli e riconoscimenti
- Coastal Championship Wrestling

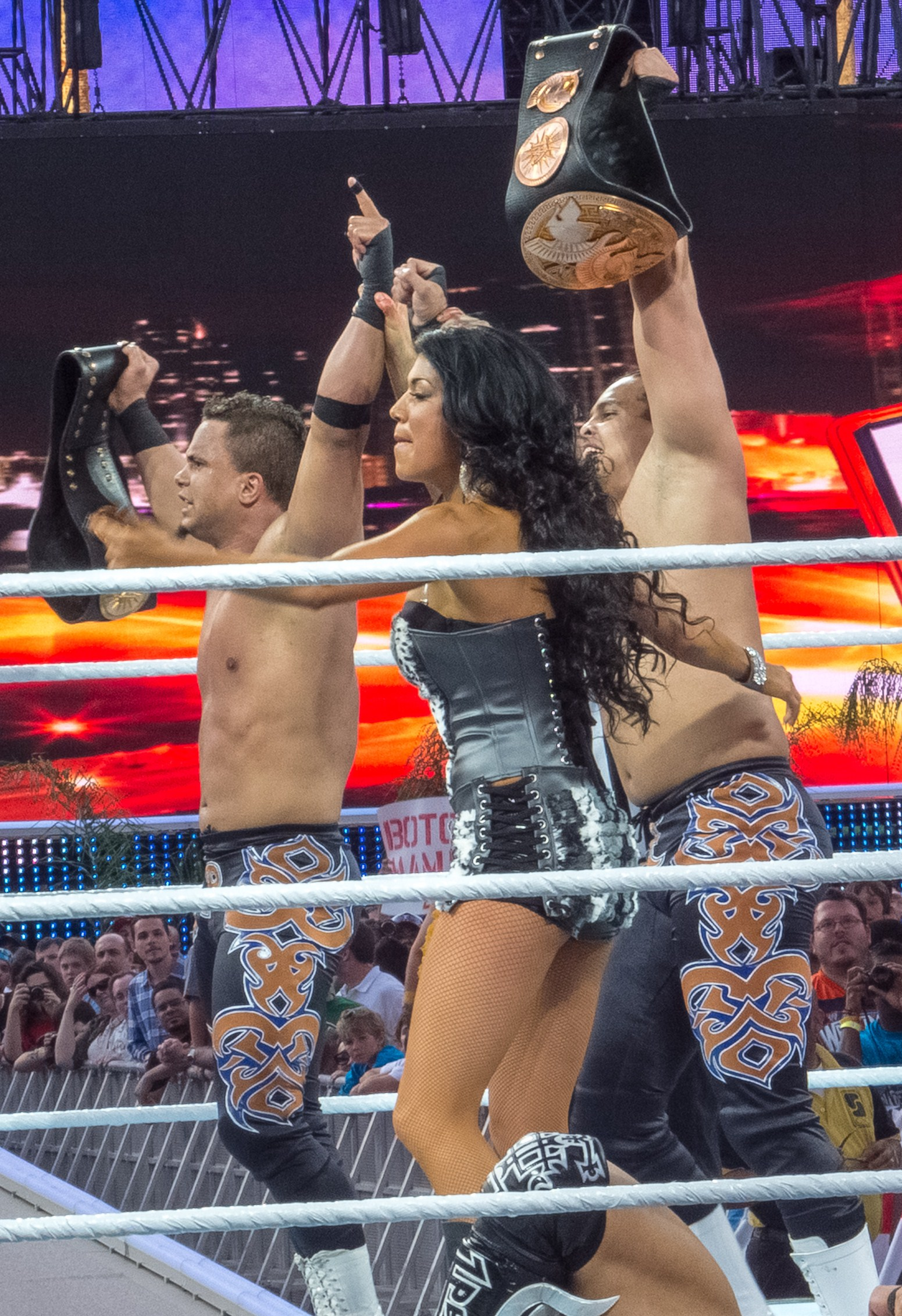
Primo ed Epico (destra), accompagnati da Rosa Mendes, con il WWE Tag Team Championship, titolo che hanno detenuto una volta con 112 giorni di regno

  - CCW Tag Team Championship (1) – con Orlando Colón
- DDT Pro-Wrestling
  - Ironman Heavymetalweight Championship (1)
- Florida Championship Wrestling
  - FCW Florida Tag Team Championship (3) – con Eric Pérez
- Funking Conservatory
  - FC Tag Team Championship (1) – con Carlos Colón Sr.
- Pro Wrestling Illustrated
  - 147º tra i 500 migliori wrestler singoli nella PWI 500 (2019)
- World Wrestling Council
  - WWC Caribbean Heavyweight Championship (1)
  - WWC Puerto Rico Heavyweight Championship (5)
  - WWC Universal Heavyweight Championship (5)
  - WWC World Junior Heavyweight Championship (6)
  - WWC World Tag Team Championship (1) – con Carly Colón
- WWE
  - World Tag Team Championship (1) – con Carlito
  - WWE Tag Team Championship (2) – con Carlito (1) e Epico (1)